# London Array
El London Array es un parque eólico marino del Reino Unido que se proyecta construir en aguas del estuario del Támesis, en el mar del Norte. Con 175 turbinas de entre 3 y 7 MW cada una, con una capacidad global de 630 MW y a lo largo de unos 20 km, está previsto que sea el mayor parque eólico marino del mundo.
El parque eólico esta a más de 20 kilómetros (12 millas) de North Foreland en la costa de Kent. El sitio tiene profundidades de agua de no más de 25 m y se encuentra alejado de las rutas de navegación que se ubican en aguas más profundas.